# Germain Saint-Ruf
Germain Saint-Ruf, né le 26 avril 1927 à Capesterre-Belle-Eau (Guadeloupe), et mort le 1er décembre 1987 à Paris, est un docteur en chimie et historien français.

## Biographie
Il fait ses études au lycée de Carnot à Pointe-à-Pitre et grâce à l'intervention d'un professeur il s'oriente vers les sciences. Il part en France pour étudier l'architecture, mais s'oriente vers les sciences chimiques et intègre l'Université de Paris où il obtient son doctorat en science (1959), puis le diplôme d'étude du développement économique et social (1960). En 1956, il commence sa carrière à l'Institut du radium. Ces travaux concernent principalement la chimie organique proprement dite et la chimie thérapeutique et, à partir de 1976, les problèmes de la cancérogénèse chimique de la toxicologie alimentaire.
En juillet 1976, il est membre de la commission internationale d'experts pour l'étude sur place des problèmes posés par la catastrophe de Seveso. Il meurt en 1987 alors qu'il venait d'être nommé à la direction de recherche au CNRS.

## Hommages
Depuis 1990, un collège de Capesterre-Belle-Eau porte son nom et son buste trône dans l'enceinte du collège depuis 2011.

## Publications
(Liste non exhaustive)
- La Thermodécomposition des Aldazines Aromatiques et ses Applications à la Chimie Préparative, avec N. P. Buu-Hoi, Bulletin de la Société Chimique de France, No. 3, 1967, p. 955–960
- Détection de la Formation de Radicaux Libres au Cours de la Thermolyse des Aldazines Aromatiques, avec N. P. Buu-Hoi et B. Kirkiacharian, Bulletin de la Société Chimique de France, No. 8, 1967, p. 3078–3079
- Synthèse des diaryl-1,2 éthylènes par thermolyse des aldazines en milieu liquide, avec N. P. Buu-Hoi, Bulletin de la Société Chimique de France, No. 6, 1968, p. 2489–2492[3]
- Oxygen heterocycles. Part XVI. Oxo-derivatives of a new heterocyclic system : 2H-naphth[1,8-bc]oxepin (p. 1327–1328)  N. P. Buu-Hoi; J-C Perche[4],[5]
- Préparation, propriétés et identification de la "dioxine" dans les pyrolysats de défoliants à base d'acide trichloro, avec N.P. Buu-Hoi, P. Bigot, M. Mangane (1971)
- Organs as targest of "Dioxin" intoxication, avec N.P.B. Hoi, P.H. Chanh, G. Sesque, M.C. Azum-Gelade (1972) DOI 10.1007/BF00637374
- Enzymatic functions as targets of the toxicity of Dioxin (1972)
- (en) Analogues méso-hétérocycliques du dihydro-9,10 anthracène. XII : Sur quelques indoles dérivés de la dibenzo-p-dioxine  (co-auteurs : Alain Chalot, Bernard Lobert, Do Phuoc Hien), vol. 12, Journal of Heterocyclic Chemistry (no 5), 1975 (OCLC 5153934759)
- High-performance liquid and gas-liquid chromatography of isomeric phenoxathiins. Use of organo-clay to increase selectivity, mars 1978, avec M. Lafosse, G. Keravis, J.P. Coïc [6]
- Effects of 3,3', 4,4""-tetrachloroazobenzene and 3,3', 4,4'-tetrachloroazoxybenzene on rat liver microsomes, avec D. Phuoc Hien, M.Mercier (1979)[7]
- (en) Mass spectra of some 3-substituted coumarins  (co-auteurs :  Asish, John S A Brunskill, Howard Jeffrey), vol. 17, Journal of Heterocyclic Chemistry (no 1), 1980 (OCLC 5153964242), p. 81-86
- (en) Conformational changes induced in DNA by thein vitroreaction with the mutagenic amine: 3-N,N-acetoxyacetylainnio-4,6-dimethryldipyrido (l,2-a:3′,2′-d) imidazole  (co-auteurs : Bernard Loukakou, Eric Hebert, Marc Leng), vol. 22, Journal of Heterocyclic Chemistry (no 22), 1984 (OCLC 4654834009)
- Immimological titration of 3-N-acetyl-hydroxyamino-4, 6-dimethyldipyrido imidazole-rat liver DNA adducts, 8 mars 1985 [8] (OCLC 4653828539)
- (en) Mutagenic heterocyclic nitrogen compounds related to protein pyrolysates. V. Electron impact fragmentation of L-glutamic acid and related dipyrido  (co-auteurs : Bernard Loukakou, Eric Hebert, Gérard Keravis), vol. 23, Journal of Heterocyclic Chemistry (no 2), 1986 (OCLC 5154010986)
- Comparison of the reactivity of B-DNA and Z-DNA with two isosteric chemical carcinogens, avec Laurent Marrot, Eric Hebert et Marc Leng (1987)[9] (OCLC 8139670829)

## Ouvrages
- La leçon de Delgres : commémoration de l'anniversaire de sa mort - discours prononcé le 28 mai 1955  (Publ. pour l'Association des Étudiants Guadeloupéens), Paris, Union internationale des Étudiants, 1955 (OCLC 83516933)
- Cercle marxiste Amédée Fengarol (rédacteur : Germain Saint-Ruf), Boucan : revue trimestrielle du Cercle marxiste Amédée Fengarol, Paris, Union internationale des Étudiants, 1964 (OCLC 473992178)
- L'épopée Delgres : La Guadeloupe sous la Révolution Française (1789-1802) (1988) - éditeur L'Harmattan[10]